# 西谷弘
西谷 弘（にしたに ひろし、1962年（昭和37年）2月12日 - ）は、フジテレビドラマ制作センターゼネラルディレクター、テレビドラマ演出家である。東京都出身。

## 来歴・人物
フジテレビ系の共同テレビジョン入社後、当初はCM部でコマーシャルの演出を手がけ、その後、ドラマ部に異動。『それが答えだ!』、『恋はあせらず』、『リング〜最終章〜』、『TEAM』、『眠れぬ夜を抱いて』など多数のテレビドラマを演出。テレビのニュース番組の現場を題材にした『美女か野獣』、往年の名作のリメイク『白い巨塔』を相次いで手がけた2003年頃から、骨太の演出家として注目を集め始めた。

### フジテレビに移籍
2006年、フジテレビに移籍。同年には『恋はあせらず』、『ラストクリスマス』でも組んだ織田裕二の主演作『県庁の星』で映画監督デビューを果たす。
2009年に公開した『アマルフィ 女神の報酬』では、原作者の真保裕一と共同で脚本も担当したが、共に「脚本」のクレジット抜きで公開したため、「脚本家軽視の疑いがあり、これは前代未聞の異常事態」として日本シナリオ作家協会から抗議を受けた。東宝は「脚本に携わった真保さんと西谷監督の話し合いでクレジットしないことにした。落ち度はないと思う」としている。
『ガリレオ』シリーズの劇場版の『容疑者Xの献身』は第32回日本アカデミー賞優秀作品賞や話題賞（作品部門）を受賞、『真夏の方程式』は第37回日本アカデミー賞話題賞（作品部門）を受賞しており高い評価を受けている。従来のテレビドラマの劇場版とは異なり、既存の視聴者に向けた作風ではなく映画単体でも楽しめることを意識した作りとなっている。これは『任侠ヘルパー』『昼顔』『沈黙のパレード』などにも共通しており、監督の西谷がドラマはエンタメ、映画は人間ドラマを意識付けて作っているためである。
『マチネの終わりに』では全編35mmフィルムでの撮影を敢行した。

## 作品

### テレビドラマ

#### 演出
★　メイン作品。特記のないドラマはフジテレビ作品。
1996年
- TOKYO23区の女

1997年
- 木曜の怪談ファイナル タイムキーパーズ
- それが答えだ!

1998年
- 恋はあせらず
- 美少女H　第15話「地球最後の日」
- 世にも奇妙な物語・秋の特別編「ホーム、スィートホーム」
- 走れ公務員!★※初のメイン作品

1999年
- リング〜最終章〜
- 世にも奇妙な物語・春の特別編「時間のない街」
- ナオミ
- らせん
- TEAM

2000年
- モーニング娘。のへそ　モーニング娘。の愛物語（テレビ東京）
- 世にも奇妙な物語・春の特別編「記憶リセット」
- 催眠（TBSテレビ）★
- サラリーマン刑事3

2001年
- ココだけの話　#1-C「私の中の別人」（テレビ朝日、土曜ナイトドラマ）
- 女子アナ。★
- 世にも奇妙な物語・秋の特別編「奇跡の女」
- 鬼子母神　特別企画・第1回ホラーサスペンス大賞特別賞記念作品（テレビ朝日、土曜ワイド劇場）

2002年
- 恋するトップレディ（関西テレビ）★(メイン作品だが序盤で離脱)
- 眠れぬ夜を抱いて（テレビ朝日）★
- 天体観測（関西テレビ）★

2003年
- 美女か野獣★
- 白い巨塔★

2004年
- さよなら、小津先生スペシャル
- ラストクリスマス★

2005年
- エンジン★
- 救命病棟24時　第3シリーズ

2006年
- 東京タワー 〜オカンとボクと、時々、オトン〜

2007年
- 明智光秀〜神に愛されなかった男〜
- ガリレオ★

2009年
- 任侠ヘルパー★

2010年
- 月の恋人〜Moon Lovers〜★

2011年
- 任侠ヘルパースペシャル

2013年
- ガリレオXX 内海薫 最後の事件★

2014年
- 昼顔〜平日午後3時の恋人たち〜★

2016年
- ラヴソング★

2017年
- 刑事ゆがみ★

2018年
- モンテ・クリスト伯 -華麗なる復讐-★

2019年
- シャーロック★

2023年
- あなたがしてくれなくても★

2024年
- 嘘解きレトリック★

2025年
- 愛の、がっこう。★

#### 演出補
- お金がない!（1994年）

#### 協力プロデュース
- 外交官・黒田康作（2011年）

### 映画
- 県庁の星（2006年、監督・脚本）
- 容疑者Xの献身（2008年、監督）
- アマルフィ 女神の報酬（2009年、監督・脚本） - 脚本も担当したがクレジットなし
- アンダルシア 女神の報復（2011年、監督）
- 任侠ヘルパー（2012年、監督）
- 真夏の方程式（2013年、監督）
- 昼顔（2017年、監督）
- マチネの終わりに（2019年、監督）
- バスカヴィル家の犬 シャーロック劇場版（2022年、監督・脚本） - 脚本は東山狭名義
- 沈黙のパレード（2022年、監督）

### 携帯動画
アマルフィ ビギンズ（2009年、監修）

## 受賞歴
1997年
- 第14回ザテレビジョンドラマアカデミー賞 監督賞（若松節朗と共に）（『それが答えだ!』）[5]

2004年
- 第40回ザテレビジョンドラマアカデミー賞（『白い巨塔』）[6]
  - 最優秀作品賞
  - 監督賞（河野圭太、村上正典、岩田和行と共に）
- 第43回ザテレビジョンドラマアカデミー賞（『ラストクリスマス』）[7]
  - 監督賞（村上正典と共に）
  - 劇中音楽賞（村上正典と共に）

2007年
- 第55回ザテレビジョンドラマアカデミー賞（『ガリレオ』）[8]
  - 最優秀作品賞
  - 監督賞（成田岳、澤田鎌作、西坂瑞城と共に）

2008年
- 第32回日本アカデミー賞 優秀作品賞  (『容疑者Xの献身』)

2017年
- 第10回コンフィデンスアワード・ドラマ賞 作品賞  (『刑事ゆがみ』)
- 第95回ザテレビジョンドラマアカデミー賞 監督賞 総合3位（『刑事ゆがみ』）